# Godivje (Debarca)
Godivje (macedónul: Годивје) település Észak-Macedóniában, a Délnyugati körzet Debarcai járásában.

## Népesség
2002-ben 92 lakosa volt, akik mindannyian macedónok.